# یوزف هاوزر
یوزف هاوزر (آلمانی: Josef Hauser; ۱۰ مارس ۱۹۱۰ – ۱۰ اوت ۱۹۸۱) بازیکن واترپلو اهل آلمان بود.